# Vescomtat d'Angers
El vescomtat d'Angers fou una efímera jurisdicció que va existir al comtat d'Anjou al segle X i primera part del XI. El primer vescomte conegut, Warnegald, apareix esmentat en un diploma del 5 de juliol del 905 (una donació a Sant Martí de Tours). Posteriorment apareix un vescomte de nom Renald en carta de donació de l'abril del 969, un altre a Saint-Aubin d'Angers del 6 de març del 974 i una tercera el gener del 978. Aquest Renald va tenir tres fills: el primer Folc és esmentat com a vescomte en cartes del 1007 i 17 de gener del 1020; el segon Renald fou bisbe d'Angers (Renald II 973-1005)) esmentat en cartes de 6 de març del 974, 24 d'octubre del 996 i 1004. Va morir a Embrun l'11 de juny del 1005; i el tercer Hug, del que no consta cap càrrec. Posteriorment ja no apareixen més vescomtes d'Angers.